# Wooster (Arkansas)
Wooster es un pueblo ubicado en el condado de Faulkner en el estado estadounidense de Arkansas. En el Censo de 2010 tenía una población de 860 habitantes y una densidad poblacional de 115,62 personas por km².

## Geografía
Wooster se encuentra ubicado en las coordenadas 35°12′00″N 92°27′1″O / 35.20000, -92.45028. Según la Oficina del Censo de los Estados Unidos, Wooster tiene una superficie total de 7.44 km², de la cual 7.44 km² corresponden a tierra firme y (0%) 0 km² es agua.

## Demografía
Según el censo de 2010, había 860 personas residiendo en Wooster. La densidad de población era de 115,62 hab./km². De los 860 habitantes, Wooster estaba compuesto por el 95% blancos, el 0% eran afroamericanos, el 0.93% eran amerindios, el 0.7% eran asiáticos, el 0% eran isleños del Pacífico, el 0.93% eran de otras razas y el 2.44% pertenecían a dos o más razas. Del total de la población el 1.63% eran hispanos o latinos de cualquier raza.